# محمد الخوجلي
محمد بابكر الخوجلي ( 15 يناير 1973 -)، هو حارس مرمى كرة قدم سعودي. لعب معظم مسيرته الكروية مع نادي النصر.
لعب الخوجلي مع منتخب السعودية لكرة القدم وشارك في كأس العالم لكرة القدم 2002.

## مشاركاته مع المنتخب
لعب مع المنتخب السعودي الأول 13 مباراة من عام 2001-2004 شارك مع المنتخب في العديد من البطولات مثل كأس آسيا 2000 وتصفيات ونهائيات كاس العالم 2002 وبطولة العرب وبطولة الخليج 2003 م .

## أرقام قياسية
يعد أيضا من الحراس القلائل الذين سجلوا اهداف فقد سجل هدف واحد على نادي الأنصار، سجل رقماً قياسياً في البطولة العربية أبطال الكؤوس حيث حافظ على شباكه نظيفة حتى المباراة النهائية التي خسرها النصر أمام منافسه الهلال بهدفين أحدهما من ضربة جزاء مقابل هدف للنصر وحصل على أفضل حارس في البطولة .

## روابط خارجية
- محمد الخوجلي على موقع الاتحاد الدولي (مؤرشف)  (الإنجليزية)
- محمد الخوجلي على موقع ناشيونال فوتبول تيمز (الإنجليزية)